# Noriko Anno
Noriko Anno (jap. 阿武 教子 Anno Noriko; ur. 23 maja 1976) – japońska judoczka. Złota medalistka olimpijska z Aten.
Brała udział w trzech igrzyskach (IO 96, IO 00, IO 04). Medal w 2004 zdobyła w wadze do 78 kilogramów. Wywalczyła cztery złote medale mistrzostw świata i jeden srebrny. W 1994 została zwyciężczynią igrzysk azjatyckich w kategorii open. Siedemnastokrotnie była mistrzynią Japonii seniorów.